# Victoria Hervey
Victoria Frederica Isabella Hervey, född 6 oktober 1976 i Marylebone i London, är en engelsk fotomodell, societetsdam, och aristokrat. Hervey har gjort sig ett namn, främst i den engelska tabloidpressen, bland annat genom att delta i en mängd brittiska så kallade dokusåpor, och genom att ha förhållanden med flera kända män, bland annat Boyzone-medlemmen Shane Lynch.